# William Parker Foulke
William Parker Foulke (1816-1865) est le « découvreur » du premier squelette complet de dinosaure, un Hadrosaurus foulkii, en Amérique du Nord à Haddonfield dans le New Jersey en 1858. « Son » dinosaure fut nommé ainsi notamment par Joseph Leidy (1823-1891).

## Biographie
Descendant des Quakers ayant émigré en 1698, William Parker Foulke était un abolitionniste, un philanthrope, un homme de loi, un historien et un géologue. 
Foulke, sensible au problème carcéral, rejoint la Philadelphia Society for Alleviating the Miseries in Public Prisons en juillet 1845. Il passe plusieurs années à comparer des modèles disciplinaires alternatifs et publie des articles dans le Journal on Prison Discipline and Philanthropy. Puis il effectue une visite des différentes institutions correctionnelles entre 1847 et 1848.
Il soutint également la Pennsylvania Colonization Society, une organisation antiesclavagiste dont il fut le vice-président.
Il apporta un soutien financier à l'American Academy of Music, et fut un membre de l'Academy of Natural Sciences de Philadelphie, de l'Historical Society de Pennsylvanie, et, comme son grand-père John Foulke (1757-1796), de l'American Philosophical Society.
C'était un historien des sciences naturelles et un géologue passionné, et soutint les premières explorations de l'Arctique.

## Famille
En 1855, Foulke se marie avec Julia DeVeaux Powel (d. 1884), fille du Col. John Hare Powel, avec laquelle il eut 7 enfants. Il meurt le 18 juin 1865.